# Kumi Sano
Kumi Sano 佐野公美 (Sano Kumi?) (Fuji, 1980) è una modella giapponese, incoronata trentaquattresima Miss Giappone nel 2002.
Al momento dell'elezione la ventiduenne Kumi Sano era una studentessa dell'università femminile del Sacro Cuore. Il 23 gennaio 2006 la modella ha sposato Ryūichi Kawamura, cantante dei Luna Sea,